# Garnisons Kirkegård
Garnisons Kirkegård eller Soldaterkirkegården er en begravelsesplads beliggende på Dag Hammarskjölds Allé i København. Kirkegården ligger uden for sit sogn, Garnisons Sogn.

## Grundlæggelse
I 1664 blev der efter dekret fra kong Frederik III anlagt en ny gravplads uden for den såkaldte demarkationslinje, dvs. udenfor det område op mod Københavns volde, der af militære hensyn skulle fritholdes for bebyggelse m.v. Nogenlunde samtidig med anlæggelsen af Soldaterkirkegården anlagde man også Skibskirkegården, den nuværende Holmens Kirkegård. Således havde hæren og flåden særlige begravelsespladser. Skibskirkegården blev lagt under flådens kirke, Holmens Kirke, men en tilsvarende ordning fandtes ikke for soldaterkirkegården. Det valgte område var dog ganske uegnet til formålet. Det er gammel strandeng, hvor grundvandet stod så højt, at det var svært at få ligene anbragt dybt nok nede. I 1671 gjorde man dog visse forbedringer ved at indhegne området med palisader og grave grøfter. 13. juli 1671 var der officel indvielse af kirkegården. Den var dog ikke særlig benyttet de første årtier. I 1706 indviedes den nye Garnisonskirke ved Sankt Annæ Plads, hvorfor de mest velbeslåede ønskede enten at blive jordet inde i selve kirken, eller på den tilhørende kirkegård tæt op ad kirkens mure.

## Pestkirkegård
Men efterhånden var det dog ikke kun fattige menige, der blev begravet på kirkegården udenfor voldene. Man hører om problemer med en giftig stank i området, da de mange lig var lagt med for lidt jord over. I 1711 blev København angrebet af en frygtelig pestepidemi, der dræbte 23.000 københavnere. På grund af smittefaren skulle alle pestdøde være begravede indenfor 24 timer, uden nogen former for ceremoniel. Man blev nødt til at etablere endnu en kirkegård, Den kommunale Pestkirkegård, klos op ad Garnisonskirkegården for at få plads til de mange lig. På grund af pesten var det ikke kun militærpersonel, der blev jordfæstet her. Men først fra 1720 anvendtes Garnisons Kirkegård regelmæssigt som almindelig kirkegård. Navnet Garnisons Kirkegård har været anvendt siden 1728.

## Fra vildnis til ordnede forhold
Det militære kommandantskab ville ikke ofre penge på kirkegårdens vedligehold, hvorfor den havde karakter af vildnis. I 1812 blev der dog skabt ordnede forhold ved anlæggelse af kvarterer, veje og stier. Samtidig tillodes opsætning af gravsten. Herefter ser man også, at kendte borgere får deres grav her, eksempelvis kgl. teaterchef F. C. Holstein (1853) og skuespiller Christian Niemann Rosenkilde (1861). 1800-tallets sønderjyske krige, Treårskrigen og krigen 1864, måtte naturligvis også sætte sine spor på soldaternes kirkegård. Olaf Rye er blandt de berømteste. Blandt veteranerne fra 1864 kan nævnes Christian de Meza og N.C. Lunding. De mange faldne fra 1864 blev i 1885 samlet i en stor fællesgrav, hvor over der året efter rejstes et monument med indskriftet "Herunder gemmes Støvet af 226 Krigere fra 1864", samt følgende linjer af Carl Ploug:
Ej Sejr de vandt, ej Bytte tog
men segned under Dannebrog
og Ære gror af deres Grav
som Alt for Fædrelandet gav.

## Kirkegården i dag
Garnisons Kirkegård er stadig præget af, at det er soldaternes kirkegård. Den er en selvstændig, menighedsrådsdrevet kirkegård underlagt Hærens øverste myndighed.

## Kendte begravet på Garnisons Kirkegård
- Klaus Pagh
- Elias Ahlefeldt-Laurvig
- Niels Andersen (entreprenør)
- Johan Anker
- Christian Arendrup
- Erni Arneson
- Carl Baland
- Ferdinand Bauditz (1778-1849)
- Ferdinand Bauditz (1811-1866)
- Gustav Bauditz
- Peter Bauditz
- Sten Baadsgaard
- Hans Beck
- J.G. Burman Becker
- P.L. Behrend
- Hans Bendix
- Carl Ludvig Bendz
- Carl Bernhard
- Georg Emil Betzonich
- L.A. Bie
- Johannes Bjerg
- Fredbjørn Bjørnsson
- Christian Blache
- Christian Blangstrup (nedlagt)
- G.V. Blom
- H.J. Blom
- Otto Blom
- Nicolai Gottlieb Blædel
- Peter Bojsen
- Carl Bonnesen (nedlagt)
- Caspar Leuning Borch
- Otto Borch
- Henrik Bornemann
- Poul Borum
- Caspar Johannes Boye
- Laurids Nørgaard Bregendahl
- A.F. Bremer
- Else Brems
- Mogens Brems
- Nordal Brun
- Andreas Buntzen
- Frantz Bülow
- Erik Bøgh
- Clara Carl
- Carl Caroc
- Georg Carstensen
- Johan Frederik Carøe
- Kristian Carøe
- Henrik Castenschiold
- Holten Castenschiold (nedlagt)
- Georg Christensen
- Inger Christensen
- Henrik Christiansen
- Walter Christmas
- Niels la Cour
- Balduin Dahl
- Flemming Dahl
- Edvard Dahlerup
- P.C. Damborg
- Frederikke Dannemand
- John Davidsen
- Anton Dorph
- Adolph Drewsen
- Viggo Drewsen
- Frederik Dreyer
- Ernst Eberlein
- Christian Elling
- Reinhard von Eppingen
- C.F.S. Ernst
- Niels Christian Esmann
- Carl Ewald
- William Falck
- J.S. Fibiger
- Johannes Fibiger
- J.F. Fischer
- Preben Fjederholt
- Carl Julius Flensborg
- Christian Flor
- Ludolph Fog
- John Frandsen
- Theodor Freiesleben
- Catharine Frydendahl
- Carl Galster
- Paul René Gauguin
- Hans Christopher Gedde
- Georg Gerlach
- Kai Glahn
- Marcus Glahn
- Poul Egede Glahn
- Per Bentzon Goldschmidt
- Frederik Christian Good
- Harald Grandjean
- Johannes Grenness
- Signi Grenness
- Barbara Gress
- C.E. Guldberg
- Wenzel Haffner
- Hans Hansen
- N.C. Hansen
- Percy Howard Hansen
- Preben Hansen
- Varvara Hasselbalch
- Georg Christopher Hauch
- Clemens August Haxthausen
- Jens Hecht-Johansen
- Hans Hedemann
- Johan Hedemann
- Marius Hedemann
- Cai Hegermann-Lindencrone (officer)
- Cai Hegermann-Lindencrone (teaterdirektør)
- Effie Hegermann-Lindencrone
- Fritz Hegermann-Lindencrone
- Johan Hegermann-Lindencrone
- Johan Hendrik Hegermann-Lindencrone
- Louise Hegermann-Lindencrone
- Sophus Hennings
- Eva Heramb
- Aage Hertel
- Harald Hilarius-Kalkau
- Harald Holbøll
- Valdemar Holbøll
- Aage Holbøll
- Christian Frederik Holm
- Gustav Holm
- Frits Holst
- Louise Holst
- Frederik Conrad von Holstein
- Christian Horneman
- Kirsten Hüttemeier
- Theodor Hüttemeier
- Jesper Høm
- Kirsten Høm
- Hugo Egmont Hørring
- A.F. Høst
- Emmerik Ingerslev
- Kræsten Iversen
- Harry Jacobsen
- Johannes W. Jacobsen
- Palle Jacobsen
- Holger Jensen
- N.P. Jensen
- Jørn Jeppesen
- Tjek Jerne
- Peter Jessen
- Tycho Jessen
- Hector F.E. Jungersen
- Axel Kauffmann
- L.S. Kellner
- Anton Eduard Kieldrup
- Helvig Kinch
- K.F. Kinch
- Tove Kjarval
- Theodor Kloss
- Marie Knudsen
- Inge Finsen Koefoed
- Johannes Kok
- Andreas Nicolaus Kornerup
- Oluf Krabbe
- Rasmus Krag
- Ove Krak
- Thorvald Krak
- Rudolph Kranold
- Johan Daniel Kreber
- Johan Cornelius Krieger
- Arnold Kühnel
- Frederik Lange
- Lili Lani
- Buster Larsen
- Karl Larsen
- Antonio Leigh-Smith
- Henrik Georg Flemming Lerche
- Pauli Julius Lerche
- Gorm Lertoft
- Martin Levy
- K.V. de Fine Licht
- Otto Liebe
- Axel Liebmann
- Nanna Liebmann
- Johan Linnemann
- Johan Henrik Lorentz
- C.A. Lorentzen
- Albert Luther
- Gotthard Lützow
- Augusta Læssøe
- Ludvig Læssøe
- Carl Løvenskiold
- Herman Løvenskiold
- Sophie Madsen
- Thorvald Madsen
- V.H.O. Madsen
- Rasmus Malling-Hansen
- Einer Mellerup
- Christian de Meza
- Louis Moe
- N.C. Monberg
- Karin Monk
- Frederik Møller
- Gunnar Møller
- J.P. Møller
- Valdemar Mønster
- Otto Josias Nicolai Mørch
- Johan Waldemar Neergaard
- Carl Neumann
- Agathon Nickolin
- Henry Nielsen
- Jakob Nielsen
- Orson Nielsen
- Svend Nielsen
- Peder Nieuwenhuis
- Malthe Bruun Nyegaard
- C.C.V. Nyholm
- H.G. Olrik
- Oluf Nicolai Olsen
- Peder Blicher Olsen
- Frederik Julius d'Origny
- Sigurd Orla-Jensen
- Peter Lotharius Oxholm
- Waldemar Tully Oxholm
- Verner Panton
- Hortense Panum
- Peter Panum (1820-1885)
- Peter Panum (1854-1935)
- Fanny Petersen
- Holger Pedersen
- Jens Louis Petersen
- Peter Petersen
- Sophie Petersen
- Sophus Wilhelm Vandall Pfaff
- Andreas Pfützner
- Constantin Philipsen
- Mie Philipsen
- Preben Philipsen
- Glode du Plat
- Ernst du Plat
- Carl Popp-Madsen
- Friederich Ernst von Prangen
- Axel Preisler
- F.V.A. Prosch
- Christian Leberecht von Pröck
- Børge Ralov
- Kirsten Ralov
- Edvard Rambusch
- Kirsten Rolffes
- Thomas Rosenberg
- Tutta Rosenberg
- Adolph og Anne Rosenkilde
- Hans Rustad
- Olaf Rye
- Ditlev Ræder
- Jacob Ræder
- Philip Ræder
- Hans Henrik Rømeling
- Sigvard Thomas Waldemar Rømeling
- Carl Rømer
- Sophus Schack
- Emil Victor Schau
- Paul Scharffenberg
- Ole Scherfig
- August Schiøtt
- Elisabeth Schiøtt
- Alfred Schmidt
- Vilhelm Schousboe
- Johannes Zeuthen Schroll
- Georg Ludvig von der Schulenburg
- Mimi Schwartzkopf
- J.C.A. Schwarz-Nielsen
- Georg Schøller
- Svenn Seehusen
- Jørgen Selchau
- Carl Christian Seydewitz
- Th. B. Sick
- Christian Frederik Erik Skeel
- Flemming Skov
- Espern Spang-Hanssen
- Jørgen Sperling
- Georg Wilhelm von Hedwiger Sponneck
- Asger Stadfeldt
- C.F. Sørensen
- August Saabye
- Egisto Tango
- Hans Nicolai Thestrup
- Knud Thestrup
- C.F. Thomsen
- Christian Frederik Thorin
- Carl Thrane
- A.F. Tscherning
- Eleonora Tscherning
- August Tuxen
- V.E. Tychsen
- G.F. Ursin
- Johan Vahl
- Mona Vangsaae
- Christian Vaupell
- Otto Vaupell
- Jens Vige
- Carl Anton Vogt
- Emilie Walbom
- Soffy Walleen
- Mira Wanting[1]
- Ernst Wegener
- Theodor Wegener
- Heinrich Theodor Wenck
- Henri Lucien Erik Wenck
- Friedrich Bernhard von Wickede
- Per Wiking
- Johan Peter Fürchtegott Wildenradt
- Ernst Wilster
- Arnold Winther
- Frederik Winther
- Erik With
- Georg Julius Wodroff
- Carl Wolle
- Hans Wright
- Frederik Wøldike
- Philipp Wörishöffer
- Christian Waagepetersen
- Georg Zachariae
- Oluf Aarestrup